# Нікіта Кузьмін
Нікіта Кузьмін (нар. 23 грудня 1997, Київ, Україна) — українсько-італійський танцюрист і хореограф. Він найбільш відомий як професійний танцюрист на танцювальних змаганнях RTL і BBC One «Let's Dance» і «Strictly Come Dancing». Кузьмін також є володарем шести титулів чемпіона Італії. У 2024 році він посів друге місце у двадцять третьому сезоні «Celebrity Big Brother».

## Біографія
Кузьмін народився 23 грудня 1997 року в Києві, Україна. Його сім'я переїхала до Італії, коли Кузьміну було дев'ять років. У нього є старша сестра Анастасія Кузьміна, яка виступала як професійна танцівниця в «Ballando con le Stelle». Він жив у Франкфурті, Німеччина, з 18 років.

## Кар'єра

### «Let's Dance»
| Сезон       | Партнерка      | Місце |
| ----------- | -------------- | ----- |
| Let's Dance | Сабріна Сетлур | 13-те |

У 2020 році Кузьмін став професійним танцюристом 13-го сезону танцювального конкурсу RTL «Let's Dance», де його партнеркою була реперка Сабріна Сетлур. Вони були другою парою, яка вибула зі змагання. Кузьмін не повернувся на 14 сезон.
| Тиждень | Танець/Пісня                         | Оцінки жюрі | Оцінки жюрі | Оцінки жюрі | Результат   |
| Тиждень | Танець/Пісня                         | Гонсалес    | Мабусе      | Ламбі       | Результат   |
| ------- | ------------------------------------ | ----------- | ----------- | ----------- | ----------- |
| LS      | групове танго / «Hey Sexy Lady»      | 5           | 5           | 5           | без вибуття |
| 1       | Віденський вальс / «Dangerous Woman» | 4           | 4           | 1           | Нижні два   |
| 2       | Ча-ча-ча / «On the Floor»            | 5           | 5           | 2           | вибули      |

### «Strictly Come Dancing»
26 липня 2021 року Кузьміна було оголошено одним із чотирьох нових професійних танцівників, які приєдналися до дев’ятнадцятого сезону «Strictly Come Dancing». Приєднавшись до шоу, Кузьмін сказав: «Мене завжди вражала магія, яку приносить „Strictly Come Dancing“, і в якій би країні я не жив, я ніколи не втрачав шансу його подивитися. Приєднатися до нього як професіональний танцюрист — це мій великий шанс створити якусь магію на найвідомішому танцювальному майданчику. Я не можу дочекатися, щоб викластися на повну». Кузьмін також раніше працював у танцювальній компанії судді Моці Мабусе в Німеччині. У своєму першому сезоні Кузьмін був у парі з Тіллі Рамзі; вони вибули зі змагань на 10-му тижні. У своєму другому сезоні Кузьмін був у парі з Еллі Сіммондс; вони вилетіли зі змагань на сьомому тижні. У своєму третьому сезоні Кузьмін був у парі з Лейтоном Вільямсом. Вони дійшли до фіналу, де посіли другі місця разом із Боббі Брейзером і Даянною Басуелл і позаду чемпіонів серії Еллі Ліч і Віто Копполи.
| Сезон | Партнер        | Місце |
| ----- | -------------- | ----- |
| 19    | Тіллі Рамзі    | 6-те  |
| 20    | Еллі Сіммондс  | 10-те |
| 21    | Лейтон Вільямс | 2-ге  |

Найвищий і найнижчий бал за танець
| Танець                | Партнер        | Найвищий | Партнер        | Найнижчий |
| --------------------- | -------------- | -------- | -------------- | --------- |
| Американський гладкий | Лейтон Вільямс | 34       |                |           |
| Аргентинське танго    | Лейтон Вільямс | 40       |                |           |
| Ча-ча-ча              | Лейтон Вільямс | 37       | Еллі Сіммондс  | 26        |
| Чарльстон             | Лейтон Вільямс | 40       | Еллі Сіммондс  | 33        |
| Вибір пари            | Тіллі Рамзі    | 40       | Лейтон Вільямс | 39        |
| Фокстрот              | Тіллі Рамзі    | 36       | Еллі Сіммондс  | 29        |
| Джайв                 | Лейтон Вільямс | 36       | Тіллі Рамзі    | 27        |
| Пасодобль             | Лейтон Вільямс | 40       | Еллі Сіммондс  | 30        |
| Квікстеп              | Лейтон Вільямс | 40       | Еллі Сіммондс  | 27        |
| Румба                 | Лейтон Вільямс | 36       |                |           |
| Сальса                | Лейтон Вільямс | 39       | Еллі Сіммондс  | 30        |
| Самба                 | Тіллі Рамзі    | 30       | Лейтон Вільямс | 29        |
| Шоу-денс              | Лейтон Вільямс | 39       |                |           |
| Танго                 | Лейтон Вільямс | 36       | Тіллі Рамзі    | 31        |
| Віденський вальс      | Лейтон Вільямс | 28       |                |           |
| Вальс                 | Еллі Сіммондс  | 30       | Тіллі Рамзі    | 21        |

#### Виступи з Тіллі Рамзі
| Тиждень # | Танець / Пісня                         | Оцінка суддів | Оцінка суддів | Оцінка суддів | Оцінка суддів | Оцінка суддів | Результат   |
| Тиждень # | Танець / Пісня                         | Горвуд        | Мабусе        | Баллас        | Дю Беке       | Загалом       | Результат   |
| --------- | -------------------------------------- | ------------- | ------------- | ------------- | ------------- | ------------- | ----------- |
| 1         | Вальс / „Consequences“                 | 5             | 5             | 6             | 5             | 21            | без вибуття |
| 2         | Чарльстон» / «Yes Sir, That's My Baby» | 8             | 9             | 9             | 8             | 34            | В безпеці   |
| 3         | Джайв / «The Nicest Kids in Town»      | 6             | 7             | 7             | 7             | 27            | В безпеці   |
| 4         | Пасодобль / «Diablo Rojo»              | 6             | 8             | 9             | 9             | 32            | В безпеці   |
| 5         | Фокстрот / «Little Things»             | 9             | 9             | 9             | 9             | 36            | В безпеці   |
| 6         | Ча-ча-ча / «Spooky Movies»             | 8             | 9             | 9             | 9             | 35            | В безпеці   |
| 7         | Бальне танго / «Kings & Queens»        | 8             | 8             | 7             | 8             | 31            | Нижні два   |
| 8         | Квікстеп / «I Won't Dance»             | 7             | 7             | 7             | 8             | 29            | Нижні два   |
| 9         | Вибір пари / «Revolting Children»      | 10*           | 10            | 10            | 10            | 40            | В безпеці   |
| 10        | Самба / «Levitating»                   | 7             | 7*            | 8             | 8             | 30            | Вибули      |

- Зелене число вказує, коли Тіллі та Нікіта були на вершині таблиці лідерів.
- Червоне число вказує, коли Тіллі та Нікіта були в нижній частині таблиці лідерів.
- Оцінка виставлена запрошеним суддею Синтією Еріво

#### Виступи з Еллі Сіммондс
| Тиждень # | Танець / Пісня                          | Оцінка суддів | Оцінка суддів | Оцінка суддів | Оцінка суддів | Оцінка суддів | Результат   |
| Тиждень # | Танець / Пісня                          | Горвуд        | Мабусе        | Баллас        | Дю Беке       | Загалом       | Результат   |
| --------- | --------------------------------------- | ------------- | ------------- | ------------- | ------------- | ------------- | ----------- |
| 1         | Ча-ча-ча / «Dance»                      | 6             | 7             | 7             | 6             | 26            | без вибуття |
| 2         | Вальс / «Can't Help Falling in Love»    | 7             | 8             | 7             | 8             | 30            | В безпеці   |
| 3         | Квікстеп / «Peppy and George»           | 6             | 7             | 7             | 7             | 27            | В безпеці   |
| 4         | Сальса / «I Love Your Smile»            | 7             | 8             | 7             | 8             | 30            | В безпеці   |
| 5         | Пасодобль / «Монтеккі і Капулетті»      | 6             | 8             | 8             | 8             | 30            | В безпеці   |
| 6         | Фокстрот / «Scooby-Doo, Where Are You!» | 6             | 8             | 7             | 8             | 29            | В безпеці   |
| 7         | Чарльстон / «Too Darn Hot»              | 7             | 9             | 8             | 9             | 33            | Вибули      |

#### Виступи з Лейтоном Вільямсом
| Тиждень # | Танець / Пісня                                                                                      | Оцінка суддів | Оцінка суддів | Оцінка суддів | Оцінка суддів | Оцінка суддів | Результат   |
| Тиждень # | Танець / Пісня                                                                                      | Горвуд        | Мабусе        | Баллас        | Дю Беке       | Загалом       | Результат   |
| --------- | --------------------------------------------------------------------------------------------------- | ------------- | ------------- | ------------- | ------------- | ------------- | ----------- |
| 1         | Самба / „Touch“                                                                                     | 7             | 8             | 7             | 7             | 29            | без вибуття |
| 2         | Квікстеп / „Puttin' on the Ritz“                                                                    | 9             | 9             | 9             | 9             | 36            | В безпеці   |
| 3         | Віденський вальс / "There Are Worse Things I Could Do»                                              | 7             | 7             | 7             | 7             | 28            | В безпеці   |
| 4         | Ча-ча-ча / «Million Dollar Bill»                                                                    | 9             | 10            | 9             | 9             | 37            | В безпеці   |
| 5         | Сальса / «Quimbara»                                                                                 | 9             | 10            | 10            | 10            | 39            | В безпеці   |
| 6         | Танго / «Vampire»                                                                                   | 9             | 9             | 9             | 9             | 36            | В безпеці   |
| 7         | Джайв / «Shake Ur Body»                                                                             | 8             | 10            | 10            | 8             | 36            | В безпеці   |
| 8         | Аргентинське танго / «Tattoo»                                                                       | 9             | 10            | 10            | 10            | 39            | В безпеці   |
| 9         | Couple's Choice / «Ain't No Other Man»                                                              | 9             | 10            | 10            | 10            | 39            | В безпеці   |
| 10        | Американський гладкий / «It's Oh So Quiet»                                                          | 8             | 9             | 8             | 9             | 34            | Нижні два   |
| 11        | Пасодобль / «Backstage Romance»                                                                     | 10            | 10            | 10            | 10            | 40            | без вибуття |
| 12        | Румба / «Lift Me Up» Чарльстон / «Fit as a Fiddle»                                                  | 9 10          | 9 10          | 9 10          | 9 10          | 36 40         | В безпеці   |
| 13        | Квікстеп / «Puttin' on the Ritz» Концертний танець / «Friend Like Me» Аргентинське танго / «Tattoo» | 10 9 10       | 10            | 10            | 10            | 40 39 40      | Друге місце |

- Зелене число вказує, коли Лейтон і Нікіта очолювали таблицю лідерів.

## Інші роботи
У вересні 2023 року Кузьмін оголосив, що з'явиться разом з Йовітою Пржистал на «Танці з зірками у вихідні» 2024.
У березні 2024 року Кузьмін доєднався до «Celebrity Big Brother» як мешканець дому в двадцять третьому сезоні.

## Особисте життя
У березні 2022 року Кузьмін з'явився в ефірі телепередачі «Лоррейн», щоб обговорити свої побоювання за свою бабусю, яка жила в Україні, під час російського вторгнення в Україну. Пізніше вони возз'єдналися.
У жовтні 2023 року повідомлялося, що Кузьмін зустрічався з Лорен Джейн, моделлю, яка підписала контракт з «First Model Management».
Кузьмін вільно володіє п'ятьма мовами, включаючи англійську та російську[джерело?]. Він має діабет 1 типу, який йому діагностували у віці 13 років. Його CGM-датчик часто видно в його костюмах під час виступів на «Strictly Come Dancing».

## Фільмографія

### Телебачення
| Рік    | Назва                   | Канал          | Роль                                 |
| ------ | ----------------------- | -------------- | ------------------------------------ |
| 2020   | «Let's Dance»           | RTL Television | Професійний танцюрист (13 сезон)     |
| 2021–… | Strictly Come Dancing   | BBC One        | Професійний танцюрист (19–21 сезони) |
| 2024   | «Найслабша ланка»       | BBC One        | Конкурсант; 1 епізод.                |
| 2024   | «Celebrity Big Brother» | ITV1           | Друге місце; 23-й сезон              |

### Сцена
| Рік    | Назва                          | Роль                  |
| ------ | ------------------------------ | --------------------- |
| 2022–… | Strictly Come Dancing Live!    | Професійний танцюрист |
| 2025   | Nikita Kuzmin: Midnight Dancer | самого себе           |